# 王揖唐旧居
王揖唐旧居是晚清进士、民国官员、汉奸王揖唐在天津的旧居，选址在天津日租界的蓬莱街（今天津市和平区沈阳道66号），目前是天津市和平区文物保护单位和重点保护等级历史风貌建筑。

## 建筑风格
王揖唐旧居建筑面积为949平方米，为三层砖混结构公馆式楼房，建筑正立面布局为三段式，两侧设有多边形对称塔楼，建筑入口处设有方形洞门并建有高石台阶，门洞上方部装饰有卷窗和瓶柱。